# Nicolò Tresoldi
Nicolò Tresoldi, né le 20 août 2004 à Cagliari en Italie, est un footballeur allemand qui joue au poste d'avant-centre au Club Bruges KV.

## Biographie

### En club
Né à Cagliari en Italie, Nicolò Tresoldi commence le football à l'ASD Fontanelle. Sa famille déménage en 2017 à Hanovre, il rejoint alors le club local du Hanovre 96, où il est formé. Il fait forte impression, notamment avec les équipes des moins de 17 ans et les moins de 19 ans. Il est récompensé le 5 janvier 2022 en signant son premier contrat professionnel avec le club.
Tresoldi joue son premier match en professionnel le 15 juillet 2022, lors de la première journée de la saison 2022-2023, face au 1. FC Kaiserslautern. Il entre en jeu à la place de Maximilian Beier et son équipe est battue par deux buts à un.
Le 7 juin 2025, le Club Bruges KV officialise la signature de Nicolò Tresoldi, qui s'engage pour une durée de quatre ans, soit jusqu'en 2029. L'attaquant rejoint le club belge à l'issue du Championnat d'Europe espoirs 2025, disputé en Slovaquie, où il représente l'équipe d'Allemagne espoirs.

### En sélection
Le 8 septembre 2023, Nicolò Tresoldi joue son premier match avec l'équipe d'Allemagne espoirs face à l'Ukraine. Il entre en jeu et son équipe l'emporte par deux buts à zéro.

## Vie privée
Nicolò Tresoldi est le fils de Emanuele Tresoldi, ancien footballeur professionnel lui aussi.